# Copestylum spinigerum
Copestylum spinigerum är en tvåvingeart som först beskrevs av Christian Rudolph Wilhelm Wiedemann 1830.  Copestylum spinigerum ingår i släktet Copestylum och familjen blomflugor. Inga underarter finns listade i Catalogue of Life.